# 男爵
依據《禮記·王制》「王者之制祿爵，公、侯、伯、子、男，凡五等」之一，中国古代爵位名，一些漢字文化圈國家受中國影響也以此為爵位名。歐洲中世紀以後，在中文裏也用“男爵”來翻译歐洲貴族爵位中相應等級的称号（例如英格蘭、西班牙等國的Baron（女男爵和男爵夫人皆稱為Baroness）、意大利的Barone、蘇格蘭的Lord of Parliament、德國的Freiherr等）。

## 中国
男爵是中國古代封建制度五等爵中的一个等级。按出土的甲骨文，至少商朝时已经有了“男”这一爵位。《禮記·王制》：「王者之制祿爵，公、侯、伯、子、男，凡五等」。《周礼·夏官·职方氏》郑玄注：“男之言任也，为王任其职”，《逸周书·职方氏》孔晁注：“男，任也，任王事”。周诸侯中的男爵有許國、驪戎的君主稱“许男”、“骊戎男”等。
秦、漢朝使用的二十等爵制度内没有男爵。唐朝设县男爵，宋朝有男爵。明朝不设男爵。清兵入關後，時以滿語稱阿思罕尼哈番，又譯阿思哈尼哈番（转写：ashan-i hafan），意思是「副官」。此后清朝设男爵，分三等。清朝的和珅、叶名琛、刘铭传、胡林翼、百龄、荣禄等都曾被封男爵。較之高一等的子爵，滿語稱精奇尼哈番，意為「正官」。男爵之下，尚有輕車都尉（阿達哈哈番）。
中国历代男爵
- 晋朝男爵列表
- 十六国男爵列表
- 南朝男爵列表
- 北朝男爵列表
- 隋朝男爵列表
- 唐朝男爵列表
- 五代十国男爵列表
- 宋朝男爵列表
- 辽朝男爵列表
- 金朝男爵列表
- 元朝男爵列表
- 明朝男爵列表
- 清朝男爵列表

## 欧洲贵族
歐洲各國貴族爵位中的最末一等，一般在中文裏稱作“男爵”。多數國家在男爵以下，還有其他世襲頭銜、職位，但此類身份一般不被認爲屬於貴族。
西歐、南歐諸国的“男爵”一般來源於拉丁語的“per baroniam”，是歐洲封建制下土地權的一種，意思是由國王直接分封的土地使用權，使用者對君主負有相應的義務。例如英格蘭的男爵稱爲“baron”，最早是指1066年諾曼征服以後由國王直接授予土地的貴族。因為這一身份是進入議會上議院的最低資格，男爵被視爲貴族中的最低一級。以後，此爵位逐漸發展成爲純粹的頭銜，與封地性質沒有一定的聯係。需要注意的是，西歐一些國家同源的稱號，有時不被認爲是貴族頭銜，而是不能出席當地議會的世襲頭銜，例如法國的“baron”。而在英國蘇格蘭的男爵“baron”雖有被蘇格蘭紋章院長法庭“Lord Lyon Court”於2015年4月的解釋文中，正式承認此階級為下級貴族男爵“minor nobility”，但由於此階級並無實際權限進入蘇格蘭議會，所以在蘇格蘭擁有進入議會議事權限的人均稱為“Lord of Parliament”國會縉紳，意即“入議會的勛爵”。
有趣的是，中世纪拉丁语中的“per baroniam”其源词是晚期拉丁语的baro，来自于古法蘭克语，意思是“男人、战士”。至今在英语法律术语中还保留有“baron and feme”的用法，意思是“夫（baron）妻（feme）”。
在原神圣罗马帝国领土和德语系國家，男爵則大多稱爲“Freiherr”，意思是“自由爵”，最早指的也是除君主以外，不受制于其他公侯的分封貴族，而後來發展成爲純粹的貴族頭銜，詳情見：男爵 (德意志貴族頭銜)。
英国现行爵位制度下，不可世袭的終身貴族爵位限于男爵。华人受封英国終身男爵位的有鄧蓮如、曾秋坤和韋鳴恩。